# لالا (سیروان)
لالا، روستایی در دهستان لومار بخش مرکزی شهرستان سیروان در استان ایلام ایران است.

## جمعیت
بر پایه سرشماری عمومی نفوس و مسکن در سال ۱۳۹۵، جمعیت این روستا برابر با ۱۱۴ نفر (۳۰ خانوار) بوده است.